# När det lider mot jul
När det lider mot jul, med inledningsorden Det strålar en stjärna, är en svensk julsång med text av Jeanna Oterdahl och tonsatt för sång och piano 1909 (opus 19) av Ruben Liljefors. En version för blandad kör a cappella tillkom 1933 och publicerades första gången 1945 av Gehrmans musikförlag. Sångens senare popularitet orsakades sannolikt av att den publicerades i Gottfrid Bergs Läroverkskören 1950 och att den spelades in på skiva, och i början av 1960-talet hördes i TV.

## Inspelningar
Sången finns inspelad av många svenska körer, som till exempel KFUM:s kammarkör, Kammarkören Pro Musica, Orphei Drängar, Göteborgs Gosskör, med flera, men också av soloartister och grupper som till exempel Agnetha Fältskog, Loa Falkman, Anni-Frid Lyngstad, Carola Häggkvist, Pernilla Wahlgren, Thorleifs och Vikingarna. E.M.D. tolkade sången på julalbumet Välkommen hem 2009.

## Utgåvor
- När det lider mot jul och andra barnvisor, 1955
- Julens önskesångbok, 1997, under rubriken "Lucia".
- Barnens svenska sångbok, 1999, under rubriken "Året runt".